# Tatra K5
Tatra K5 је двосмерни шестероосовински зглобни трамвај произведен у ЧКД-у, у Прагу. Тај тип, који је одвојен од једносмерног типа Tatra K2, је продаван у Каиру, у Египту, где је продато 200 трамваја овог типа. Због лошег одржавања и временских прилика, трамваји су возили готово једну деценију.

## Историја
Продаја трамвајског типа К5, развијеног од средине 1960. година, до Египта су дошли између 1960. и 1970. година због зближавања Египата са Совјетским Савезом и осталим земљама источног блока. За тадашњи назив Египата (Уједињена Арапска Република) је стављена скраћеница AR (означавање верзије за иностранство). Због тога се и често користи назив Tatra K5AR.

## Конструкција
Решење конструкције долази од типа Tatra K2 који је једносмеран, а трамваји K5 су двосмерни, што значи да има врата на обе стране и возачке кабине на сваком крају возила. Каросерија је дводелна и спојена зглобом за закретање. Трамвајска постоља су опремљена моторима (средње постоље је без мотора), а свака осовина је опремљена мотором. На свакој страни тела су троја врата (двоја на једном делу, двоја на другом делу).
Електрична опрема трамваја K5AR је прилагођена тропским времену. Наспрам трамваја К2 су и јачи мотори. Електрична енергија из контактне мреже се узима са 2 пантографа; по један на сваком делу трамваја.

## Продаја и саобраћај возила K5
| Држава | Град  | Тип  | Године продаје | Продато трамваја | Гаражни бројеви | Извори |
| ------ | ----- | ---- | -------------- | ---------------- | --------------- | ------ |
| Египат | Каиро | K5AR | 1970.-1973.    | 200              | 3001-3200       | [ 2 ]  |

Прототип трамваја К5 се производио 1967. или 1968. године. Серијска производња је започела 1970. године и завршила 1973. године, а у том периоду је произведено 200 трамваја за Каиро. Првих 150 трамваја је дошло у крем-зеленом бојању, а задња серија је обојена у крем-црвено. Трамваји су растављени на два дела, стављени на железничке вагоне и послани до луке у Ријеци, где су укрцани на брод. 1969. године је пуно возача из Каира дошло у Брно да науче возити трамваје К2 (Tatra K2 и K5 имају идентичне управљачнице).
Већа количина трамваја K5AR је у Каиру изгорило, а преостали трамваји су били већ 1976. године у лошем стању због лошег одржавања. До расхода последњих трамваја K5AR је дошло 1981. године (према неким изворима средином 1980. година).